# NGC 147
NGC 147, (nota anche come C 17), è una galassia nana sferoidale visibile nella costellazione di Cassiopea.
Insieme alla galassia ellittica nana NGC 185, fa parte di una coppia che orbita intorno alla grande Galassia di Andromeda. La luminosità è di poco inferiore a quella della sua compagna, ma ciò è dovuto soltanto alla maggiore distanza dalla Via Lattea: infatti è di dimensioni leggermente maggiori. Fu risolta in stelle nel 1944 dall'astronomo Walter Baade, esattamente come la sua compagna, ed anche qui si è evidenziata una intensa formazione stellare avvenuta in tempi relativamente recenti. Tuttavia, a differenza della compagna, è presente pure una notevole popolazione di stelle più vecchie, e non si evidenziano aree H I, ossia ricche di idrogeno neutro, nel suo mezzo interstellare.